# Directmedia Publishing
Die Directmedia Publishing GmbH ist ein Verlag, der vornehmlich geisteswissenschaftliche Textsammlungen elektronisch publiziert. Er war von 1995 bis 2008 in Berlin und ist seit Ende 2008 im rumänischen Brașov ansässig.

## Geschichte
Der Verlag wurde im Januar 1995 von den beiden Geschäftsführern Ralf Szymanski und Erwin Jurschitza sowie Michael Bartos, Joaquim Moreira Dos Santos und Konstantin Kryschanowski in Berlin gegründet. Der Firmensitz befand sich anfangs in der Yorckstraße 59.
2001 wurde das Schwesterunternehmen The Yorck Project – Gesellschaft für Bildarchivierung mbH gegründet. Beide Firmen zogen später in das Ernst-Gettke-Haus in der Möckernstraße 68 um. Aus dem Yorck Project wurde 2005 die Zenodot Verlagsgesellschaft, deren Name auf Zenodotos von Ephesos, den ersten Bibliothekar der Bibliothek von Alexandria, verweist.
Im Oktober 2008 unterlag Directmedia in einem urheberrechtlichen Rechtsstreit gegen Ulrich Knoop und die Universität Freiburg vor dem Europäischen Gerichtshof und im August 2009 in der Hauptsache vor dem Bundesgerichtshof.
Nach dem Verkauf des Verlages durch die beiden Gesellschafter Erwin Jurschitza und Ralf Szymanski wurde Ende 2008 der Sitz der Gesellschaft nach Brașov (Rumänien) verlegt, die Geschäftsführung wurde an Claudia Maria Buflea übertragen. Der Vertrieb in Deutschland erfolgt seither durch die Versand-AS GmbH mit dem Geschäftsführer Adnan Suhagrlaj in Berlin. Beim Verkauf des Verlags wurden keine Gründe öffentlich gemacht.

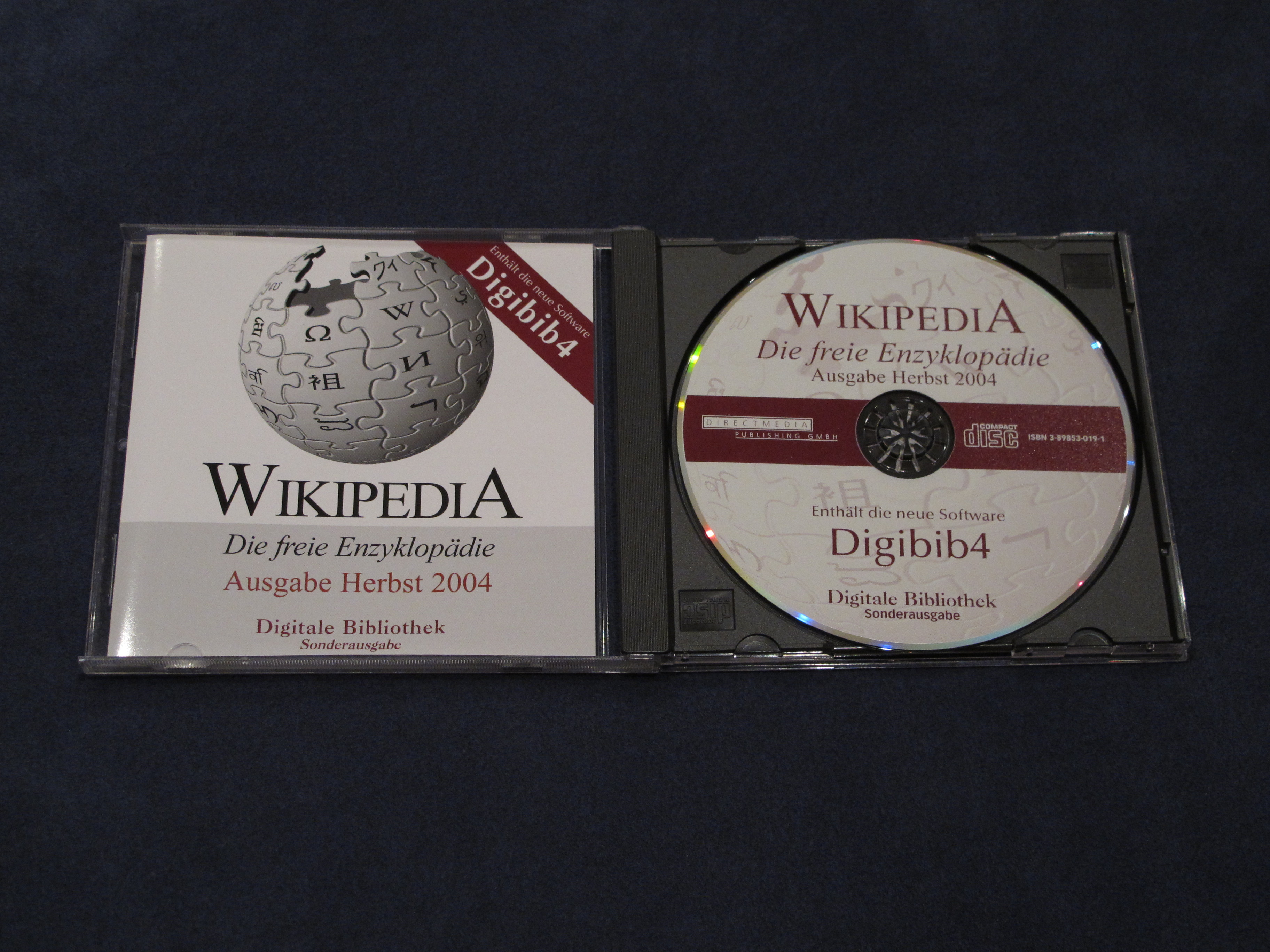
Wikipedia-CD 2004

## Produkte
In Kooperation mit dem Reclam-Verlag Stuttgart entwickelte Directmedia Publishing die Reihe Reclam Klassiker auf CD-ROM, in der Einzelwerke des literarischen Kanons deutscher Sprache im elektronischen Volltext mit dem entsprechenden Hörtext herausgegeben wurden.
Der inhaltliche Schwerpunkt des Verlagsprogramms liegt mit der Reihe „Digitale Bibliothek“ im Bereich geisteswissenschaftlicher Textsammlungen und Lexika. Seit 1997 erschienen rund 200 CD-ROMs und DVD-ROMs, die alle mit der Software „Digibib“ unter Windows und Mac OS X laufen. Eine Beta-Version des Readers steht seit März 2005 auch für Linux GPL-lizenziert zur Verfügung.
Von Herbst 2004 bis Herbst 2007 gab die Firma eine Offline-Ausgabe von Wikipedia auf CD-ROM und DVD heraus. Die erste Wikipedia-CD-ROM erschien im Oktober 2004 als Sonderband der Digitalen Bibliothek. Die folgenden Ausgaben wurden von der Schwestergesellschaft Zenodot Verlagsgesellschaft betreut.
2005 erschien die DVD Die große eBook-Bibliothek der Weltliteratur als Ausgabe der Digitalen Bibliothek, die es ermöglicht, mit E-Book-Readern über 2000 Werke der Weltliteratur als PDF-, EPUB-, XML-, HTML-, RTF- oder TXT-Formate herunterzuladen und zu lesen.
Die Zenodot Verlagsgesellschaft gründete 2007 die Online-Bibliothek Zeno.org, die mittlerweile nicht mehr zum Verlag gehört.

## Software: Reader
Für diese Titel wurde eine eigene Software („Reader“) für PC und eine im Umfang deutlich reduzierte für Mac (OS X 10.3.9+) entwickelt. Da die Internetpräsenz des Unternehmens aufgelöst wurde und auch keine E-Mail-Adresse mehr existiert, kann der Reader nur noch via Postweg direkt vom Unternehmen bezogen werden.
- Die aktuellen Mac-Versionen sind: MacDigbib 2.1.0 (OSX 10.6 – 10.7), MacDigbib 2.1.0a (OSX 10.6 – 10.8)
- Die aktuelle PC-Version ist: Digitale Bibliothek 5.0.0.18